# Gnaphalopoda crassa
Gnaphalopoda crassa är en skalbaggsart som beskrevs av Britton 1987. Gnaphalopoda crassa ingår i släktet Gnaphalopoda och familjen Melolonthidae. Inga underarter finns listade i Catalogue of Life.